# Stazione di Ueda
La Stazione di Ueda (上田駅?, Ueda-eki) è una stazione ferroviaria della città di Ueda, nella prefettura di Nagano della regione del Kantō utilizzata dai servizi Shinkansen e dalla ferrovia privata Shinano.

## Linee
East Japan Railway Company
■ Hokuriku Shinkansen
 Ferrovie Shinano
■ Linea Shinano per Nagano
 Ferrovia elettrica di Ueda
■ Linea Bessho

## Stazioni adiacenti
| ≪                  | Servizio               | ≫                 |
| Nagano Shinkansen  | Nagano Shinkansen      | Nagano Shinkansen |
| ------------------ | ---------------------- | ----------------- |
| Sakudaira          | -                      | Nagano            |
| Linea Bessho       |                        |                   |
| Capolinea          | -                      | Shiroshita        |
| Linea Shinano      |                        |                   |
| Shinano-Kokubunji  | Locale                 | Nishi-Ueda        |
| Ōya                | Rapido Karuizawa       | Sakaki            |
| Ōya                | Rapido                 | Tegura            |
| Capolinea          | Rapido Shinano Sunset  | ← Nagano          |
| Shinano-Kokubunji→ | Rapido Shinano Sunrise | → Nagano          |